# Denis Bećirović
Denis Bećirović (Tuzla, 28 de novembro de 1975) é um professor e político da Bósnia e Herzegovina. É membro da Câmara Nacional dos Povos e atual vice-presidente do Partido Social Democrata. Anteriormente, Bećirović foi membro da Câmara dos Representantes nacional de 2006 a 2018. Graduou-se na universidade da cidade em 1998. Bećirović terminou sua pós-graduação pela Faculdade de Filosofia da Universidade de Sarajevo em 2000. Antes de seu envolvimento político, foi professor de história em uma escola primária em Tuzla, e de 1998 a 2002, trabalhou na Escola Secundária de Economia de sua cidade natal.
Bećirović é membro do Partido Social Democrata desde 1993. Em 1998, tornou-se membro do Parlamento Federal. Dois anos depois, entrou na Assembleia Cantonal de Tuzla e foi nomeado membro da Casa Federal dos Povos. Nas eleições gerais de 2006, Bećirović foi eleito para a Câmara dos Representantes nacional. Nas eleições gerais de 2018, concorreu a um assento na presidência da Bósnia e Herzegovina como membro bósnio, mas não foi eleito. Após as eleições gerais, tornou-se membro da Câmara dos Povos.

## Educação
Bećirović formou-se em 1998 na Faculdade de Filosofia da Universidade de Tuzla. Inscreveu-se em estudos de pós-graduação na Faculdade de Filosofia da Universidade de Sarajevo em 2000. Defendeu sua tese de mestrado em 2004 e seu doutorado em 2010 na Faculdade de Filosofia de Sarajevo.

## Carreira na política
Bećirović ingressou no Partido Social Democrata em 1993 e ocupou vários cargos dentro do partido. Antes de seu envolvimento político, Bećirović foi professor de história em uma escola primária em sua cidade natal, Tuzla, e de 1998 a 2002, trabalhou na Escola Secundária de Economia em sua cidade natal. Ele é professor assistente na Faculdade de Filosofia de Tuzla desde 2010. Em 1998, Bećirović tornou-se membro do Parlamento Federal. Dois anos depois, nas eleições parlamentares de 2000, entrou na Assembleia Cantonal de Tuzla e na Câmara dos Povos.
Nas eleições gerais de 2002, Bećirović foi reeleito para a Assembleia cantonal e, quatro anos depois, nas eleições gerais de 2006, tornou-se membro da Câmara dos Representantes. Renovou seu mandato nas eleições gerais de 2010 também. Nas eleições gerais de 2014, Bećirović ganhou seu terceiro mandato consecutivo no parlamento bósnio.
Nas eleições gerais de 2018 , Bećirović concorreu a um assento na Presidência da Bósnia e Herzegovina como membro bósnio , mas não foi eleito, obtendo 33,53% dos votos, com Šefik Džaferović do Partido da Ação Democrática sendo eleito com 36,61% dos votos. o voto. Em fevereiro de 2019, após a eleição, Bećirović foi nomeado membro da Câmara dos Povos.
A coligação liberal de três partidos do Partido Social Democrata, Nosso Partido e do Povo e Justiça, também apoiada pela União para um Futuro Melhor e a União Europeia Popular, anunciou a candidatura de Bećirović nas eleições gerais da Bósnia em 21 de maio de 2022, concorrendo para membro da presidência e representando os bósnios. Nas eleições gerais, realizadas a 2 de outubro de 2022, foi eleito à presidência, tendo obtido 57,37% dos votos. O candidato do Partido da Ação Democrática e ex-membro da presidência da Bósnia, Bakir Izetbegović, ficou em segundo lugar com 37,25%. Foi empossado como membro da presidência em 16 de novembro de 2022, ao lado dos membros presidenciais Željka Cvijanović e Željko Komšić.